# Entourage (série télévisée)
Pour les articles homonymes, voir Entourage.
Entourage est une série télévisée américaine en 96 épisodes de 20 à 30 minutes créée par Doug Ellin et diffusée entre le 18 juillet 2004 et le 11 septembre 2011 sur HBO. La série est suivie d'un film sorti le 24 juin 2015.
En France, elle a été diffusée à partir du 22 avril 2006 sur TPS Star, puis à partir du 19 février 2008 sur W9, malgré un lancement fortement médiatisé par la chaine la série ne rencontra pas le succès espéré et fut rapidement déprogrammée de la première partie de soirée. Elle est ensuite diffusée sur Série Club, une autre chaîne du Groupe M6. Au Québec, elle a été diffusée à partir du 3 juin 2009 à TQS.

## Synopsis
Vincent Chase est un jeune acteur prometteur d'Hollywood. Il vit avec Johnny « Drama », son demi-frère ainé dont la carrière cinématographique est au plus mal, avec son manager Eric Murphy et avec son « homme à tout faire » Turtle. Les quatre hommes partagent tout le luxe apporté par la carrière de Vince. Vince est également suivi par Ari Gold, son agent, qui se bat pour lui décrocher les meilleurs contrats et pour lui faire rencontrer les personnes influentes du milieu.

## Distribution
| |  |  |
| Les acteurs Adrian Grenier et Kevin Connolly incarnent les meilleurs amis Vincent « Vince » Chase et Eric « E. » Murphy. |  |  |

### Acteurs principaux
- Adrian Grenier (VF : Damien Ferrette) : Vincent « Vince » Chase
- Kevin Dillon (VF : Boris Rehlinger) : Johnny « Drama » Chase
- Kevin Connolly (VF : Jérémy Prevost) : Eric « E. » Murphy
- Jerry Ferrara (VF : Emmanuel Garijo) : Salvatore « Turtle » Assante
- Jeremy Piven (VF : Lionel Tua) : Ari « Le requin » Gold
- Rex Lee (VF : Vincent de Bouard) : Lloyd Lee, l'assistant d'Ari
- Perrey Reeves (VF : Isabelle Narcisse puis Véronique Rivière) : Melissa Gold[3], la femme d'Ari
- Debi Mazar (VF : Sophie Riffont) : Shauna Roberts, l'attachée de presse de Vince

### Acteurs secondaires
- Leighton Meester (VF : Dorothée Pousséo) : Justine Chapin
- Samaire Armstrong (VF : Noémie Orphelin) : Emily
- Monica Keena (VF : Céline Ronté) : Kristen
- Joshua LeBar (en) (VF : Pascal Nowak) : Josh Weinstein
- Rhys Coiro (VF : Tanguy Goasdoué) : Billy Walsh
- Emmanuelle Chriqui (VF : Céline Mauge) : Sloan McQuiwick
- Beverly D'Angelo (VF : Pascale Vital) : Barbara « Babs » Miller
- Carla Gugino (VF : Juliette Degenne) : Amanda Daniels
- Constance Zimmer (VF : Géraldine Asselin, puis Isabelle Leprince) : Dana Gordon
- Jamie-Lynn Sigler (VF : Fily Keita) : Elle-même
- Alexis Dziena (VF : Karine Foviau) : Ashley
- Autumn Reeser (VF : Laurence Sacquet) : Lizzie Grant
- Gary Cole (VF : Patrick Poivey) : Andrew Klein
- Scott Caan (VF : Jérôme Pauwels) : Scott Lavin
- Dania Ramírez (VF : Barbara Kelsch) : Alex
- Jana Kramer (VF : Marie Tirmont) : Brooke Manning
- Sasha Grey (VF : Ingrid Donnadieu) : elle-même

Version française
- Société de doublage : Dubbing Brothers[4],[5]
- Direction artistique : Danièle Bachelet[5]
- Adaptation des dialogues : Houria Lahmène, Laurence Crouzet, Jérôme Pauwels, François Dubuc, Jonathan Amram, Carole Tishker et Igor Conroux[5]

 Source et légende : version française (VF) sur RS Doublage et  Doublage Séries Database

## Épisodes et Invités
De nombreuses célébrités ont fait une ou plusieurs apparitions dans la série, jouant leur propre rôle ou un autre.

### Saison 1 (2004)
| Épisode                                 | Célébrité          |
| --------------------------------------- | ------------------ |
| no 1 À nous Hollywood                   | Mark Wahlberg      |
| no 1 À nous Hollywood                   | Ali Larter         |
| no 2 Une mauvaise critique dans Variety | Jessica Alba       |
| no 2 Une mauvaise critique dans Variety | David Faustino     |
| no 2 Une mauvaise critique dans Variety | Leighton Meester   |
| no 3 L'émission de télé                 | Jimmy Kimmel       |
| no 3 L'émission de télé                 | Luke Wilson        |
| no 3 L'émission de télé                 | Vitali Klitschko   |
| no 3 L'émission de télé                 | Lennox Lewis       |
| no 3 L'émission de télé                 | Corrie Sanders     |
| no 3 L'émission de télé                 | Sarah Silverman    |
| no 3 L'émission de télé                 | Sara Foster        |
| no 4 Le jour de la sortie de "Head-on"  | Big Boy            |
| no 5 Le scénario et le sherpa           | Val Kilmer         |
| no 6 Queen's boulevard sinon rien       | Gary Busey         |
| no 8 New York                           | Larry David        |
| no 8 New York                           | Scarlett Johansson |

### Saison 2 (2005)
| Épisode                      | Célébrité          |
| ---------------------------- | ------------------ |
| no 1 De retour à New York    | Gary Busey         |
| no 1 De retour à New York    | Amanda Peet        |
| no 2 Une nouvelle voiture    | Lamar Odom         |
| no 2 Une nouvelle voiture    | Jaime Pressly      |
| no 3 Aquamanoir              | Hugh Hefner        |
| no 3 Aquamanoir              | Holly Madison      |
| no 3 Aquamanoir              | Bridget Marquardt  |
| no 3 Aquamanoir              | Kendra Wilkinson   |
| no 3 Aquamanoir              | Ralph Macchio      |
| no 3 Aquamanoir              | Danny Masterson    |
| no 3 Aquamanoir              | Pauly Shore        |
| no 4 Une offre refusée       | Chris Penn         |
| no 5 Madame Stacy            | Anthony Anderson   |
| no 5 Madame Stacy            | Bob Saget          |
| no 6 Chinatown               | Michael Buffer     |
| no 6 Chinatown               | Bai Ling           |
| no 7 Le festival de Sundance | James Cameron      |
| no 7 Le festival de Sundance | Peter Dinklage     |
| no 7 Le festival de Sundance | Tony Cox           |
| no 8 Oh, Mandy               | Dr. Joyce Brothers |
| no 9 Joyeux anniversaire     | U2                 |
| no 9 Joyeux anniversaire     | Mandy Moore        |
| no 9 Joyeux anniversaire     | Vanessa Angel      |
| no 9 Joyeux anniversaire     | Jesse Jane         |
| no 9 Joyeux anniversaire     | Devon              |
| no 9 Joyeux anniversaire     | Teagan Presley     |
| no 10 Bar Mitzvah            | Melinda Clarke     |
| no 10 Bar Mitzvah            | James Cameron      |
| no 10 Bar Mitzvah            | DJ Quik            |
| no 11 Blue Lagoon            | Brooke Shields     |
| no 12 Good Morning Saigon    | Saigon             |
| no 13 L'abysse               | Timothy Busfield   |
| no 13 L'abysse               | James Cameron      |
| no 13 L'abysse               | Richard Schiff     |
| no 13 L'abysse               | Pauly Shore        |
| no 13 L'abysse               | Saigon             |

### Saison 3 (2006)
| Épisode                          | Célébrité         |
| -------------------------------- | ----------------- |
| no 1 Supermaman                  | James Cameron     |
| no 1 Supermaman                  | James Woods       |
| no 1 Supermaman                  | Maria Menounos    |
| no 5 Un coup à jouer             | Paul Haggis       |
| no 5 Un coup à jouer             | Penny Marshall    |
| no 7 Étrange journée             | Seth Green        |
| no 8 L'art et l'argent           | Ryan Derdiche     |
| no 9 Ken aux mains d'argent      | Seth Green        |
| no 10 Les souvenirs de Bob       | Three 6 Mafia     |
| no 11 Jury à vendre              | DJ AM             |
| no 11 Jury à vendre              | Edward Burns      |
| no 11 Jury à vendre              | Brian Tee         |
| no 13 Cadeau d'anniversaire      | Joel Silver       |
| no 16 Une réputation à préserver | Bob Knight        |
| no 16 Une réputation à préserver | Chuck Liddell     |
| no 16 Une réputation à préserver | Bruce Buffer      |
| no 16 Une réputation à préserver | Pauly Shore       |
| no 17 Une course pour la gloire  | Edward Burns      |
| no 19 L'épouse du prince         | Brett Ratner      |
| no 19 L'épouse du prince         | Marisa Miller     |
| no 20 Adios Amigos               | Monique Alexander |
| no 20 Adios Amigos               | Roxy Jezel        |

### Saison 4 (2007)
| Épisode                      | Célébrité            |
| ---------------------------- | -------------------- |
| no 1 Ça tourne !             | Stephen Gaghan       |
| no 1 Ça tourne !             | Sofía Vergara        |
| no 2 Vince est de retour     | Anthony Michael Hall |
| no 3 Une carrière en suspens | Dennis Hopper        |
| no 3 Une carrière en suspens | Fran Drescher        |
| no 3 Une carrière en suspens | Harvey Weinstein     |
| no 4 Le scénario de Night    | M. Night Shyamalan   |
| no 5 The Dream Team          | Snoop Dogg           |
| no 5 The Dream Team          | Brian Grazer         |
| no 7 Tout pour mon fils      | Sophie Monk          |
| no 8 Gary's Desk             | Peter Jackson        |
| no 8 Gary's Desk             | Mary J. Blige        |
| no 8 Gary's Desk             | Gary Busey           |
| no 9 Le baiser interdit      | Anna Faris           |
| no 10 La mauvais script      | Anna Faris           |
| no 11 Le départ pour Cannes  | Sydney Pollack       |
| no 11 Le départ pour Cannes  | Anna Faris           |
| no 11 Le départ pour Cannes  | Kanye West           |

### Saison 5 (2008)
| Épisode                          | Célébrité            |
| -------------------------------- | -------------------- |
| no 1 Adieu Medellin              | Richard Roeper       |
| no 1 Adieu Medellin              | Michael Phillips     |
| no 1 Adieu Medellin              | Ben Silverman        |
| no 2 Loin des yeux, loin du cœur | Tony Bennett         |
| no 2 Loin des yeux, loin du cœur | Mark Wahlberg        |
| no 3 Hors jeu                    | T.I.                 |
| no 3 Hors jeu                    | Fran Drescher        |
| no 4 Par tous les moyens         | Whoopi Goldberg      |
| no 4 Par tous les moyens         | Elisabeth Hasselbeck |
| no 4 Par tous les moyens         | Sherri Shepherd      |
| no 4 Par tous les moyens         | Joy Bryant           |
| no 5 Le grand trip               | Eric Roberts         |
| no 5 Le grand trip               | Katie Morgan         |
| no 6 Rédemption                  | Phil Mickelson       |
| no 7 Un choix difficile          | Jeffrey Tambor       |
| no 7 Un choix difficile          | Whitney Port         |
| no 7 Un choix difficile          | Jason Isaacs         |
| no 8 Changement de cap           | Frank Darabont       |
| no 8 Changement de cap           | Jamie-Lynn Sigler    |
| no 9 La tarte                    | Jason Patric         |
| no 10 Problèmes sur le tournage  | Seth Green           |
| no 10 Problèmes sur le tournage  | Jenaveve Jolie       |
| no 11 Plus dure sera la chute    | Peter Berg           |
| no 11 Plus dure sera la chute    | Jamie-Lynn Sigler    |
| no 12 Retour à Queens Boulevard  | Michael Phelps       |
| no 12 Retour à Queens Boulevard  | Gus Van Sant         |
| no 12 Retour à Queens Boulevard  | Martin Scorsese      |

### Saison 6 (2009)
| Épisode                          | Célébrité       |
| -------------------------------- | --------------- |
| no 1 Un nouveau départ           | Jay Leno        |
| no 3 Le blues de la trentaine    | 50 Cent         |
| no 4 Quiproquo                   | A. J. Hammer    |
| no 4 Quiproquo                   | David Schwimmer |
| no 4 Quiproquo                   | Edward Burns    |
| no 5 Entre gentlemen             | Jeffrey Tambor  |
| no 5 Entre gentlemen             | Mark Wahlberg   |
| no 5 Entre gentlemen             | Tom Brady       |
| no 6 Les mensonges d'Eric        | Steve Nash      |
| no 6 Les mensonges d'Eric        | Linda Cohn      |
| no 7 Drama queen                 | Bob Saget       |
| no 8 Les notes de Sorkin         | Aaron Sorkin    |
| no 9 Alerte Rouge                | Zac Efron       |
| no 9 Alerte Rouge                | Frank Darabont  |
| no 11 La chance de toute une vie | David Faustino  |
| no 11 La chance de toute une vie | Dean Cain       |
| no 11 La chance de toute une vie | Melinda Clarke  |
| no 12 C'est pour les gosses      | Matt Damon      |
| no 12 C'est pour les gosses      | Bono            |
| no 12 C'est pour les gosses      | LeBron James    |
| no 12 C'est pour les gosses      | Jim Edmonds     |

### Saison 7 (2010)
| Épisode                                     | Célébrité          |
| ------------------------------------------- | ------------------ |
| no 1 Stunted                                | Nick Cassavetes    |
| no 1 Stunted                                | Chris Moneymaker   |
| no 1 Stunted                                | Antonio Esfandiari |
| no 1 Stunted                                | Stefan Richter     |
| no 1 Stunted                                | Dale Dye           |
| no 1 Stunted                                | Rick Salomon       |
| no 2 Buzzed                                 | Bob Saget          |
| no 2 Buzzed                                 | Jerry Jones        |
| no 2 Buzzed                                 | Nick Cassavetes    |
| no 2 Buzzed                                 | Maria Menounos     |
| no 3 Dramedy                                | Adrian L. Peterson |
| no 3 Dramedy                                | Craig Smith        |
| no 3 Dramedy                                | Randall Wallace    |
| no 4 Tequila Sunrise                        | John Stamos        |
| no 4 Tequila Sunrise                        | Tom Sizemore       |
| no 4 Tequila Sunrise                        | Shawne Merriman    |
| no 5 Bottoms Up                             | Sasha Grey         |
| no 5 Bottoms Up                             | Stan Lee           |
| no 5 Bottoms Up                             | Bob Saget          |
| no 5 Bottoms Up                             | Gal Gadot          |
| no 5 Bottoms Up                             | Jessica Simpson    |
| no 5 Bottoms Up                             | Aaron Sorkin       |
| no 5 Bottoms Up                             | Mike Tyson         |
| Randall Wallace                             |                    |
| no 6 Hair                                   | Sasha Grey         |
| no 7 Tequila and Coke                       | Sasha Grey         |
| no 7 Tequila and Coke                       | Randall Wallace    |
| no 7 Tequila and Coke                       | Chris Bosh         |
| no 7 Tequila and Coke                       | Lenny Kravitz      |
| no 7 Tequila and Coke                       | Jerry Jones        |
| no 7 Tequila and Coke                       | Mark Wahlberg      |
| no 7 Tequila and Coke                       | Sean J. Combs      |
| no 7 Tequila and Coke                       | Carrie Fisher      |
| no 8 Sniff Sniff Gang Bang                  | Sasha Grey         |
| no 8 Sniff Sniff Gang Bang                  | Mark Cuban         |
| no 8 Sniff Sniff Gang Bang                  | Jeffrey Tambor     |
| no 8 Sniff Sniff Gang Bang                  | Kevin Love         |
| no 9 Porn Scenes from an Italian Restaurant | Peter Berg         |
| no 9 Porn Scenes from an Italian Restaurant | Richard Branson    |
| no 9 Porn Scenes from an Italian Restaurant | Mark Cuban         |
| no 9 Porn Scenes from an Italian Restaurant | Sasha Grey         |
| no 9 Porn Scenes from an Italian Restaurant | Queen Latifah      |
| no 9 Porn Scenes from an Italian Restaurant | Brian Urlacher     |
| no 10 Lose Yourself                         | Christina Aguilera |
| no 10 Lose Yourself                         | Drew Brees         |
| no 10 Lose Yourself                         | John Cleese        |
| no 10 Lose Yourself                         | Mark Cuban         |
| no 10 Lose Yourself                         | Eminem             |
| no 10 Lose Yourself                         | Jordan Farmar      |
| no 10 Lose Yourself                         | Sasha Grey         |
| no 10 Lose Yourself                         | Ryan Howard        |
| no 10 Lose Yourself                         | Minka Kelly        |
| no 10 Lose Yourself                         | Kevin Love         |

### Saison 8 (2011)
| Épisode              | Célébrité                           |
| -------------------- | ----------------------------------- |
| no 1 Home Sweet Home | Johnny Galecki (VF : Fabrice Josso) |
| no 2 Out with a Bang | Christian Slater                    |
| no 2 Out with a Bang | Andrew Dice Clay (VF : Marc Alfos)  |
| no 3 One Last Shot   | Mark Cuban                          |
| no 3 One Last Shot   | Andrew Dice Clay                    |
| no 3 One Last Shot   | Jamie Kennedy                       |
| no 4 Whiz Kid        | Bobby Flay                          |
| no 5 Motherfucker    | Melinda Clarke                      |
| no 5 Motherfucker    | Andrew Dice Clay                    |
| no 5 Motherfucker    | Jamie Kennedy                       |
| no 6 The Big Bang    | Melinda Clarke                      |
| no 6 The Big Bang    | Andrew Dice Clay                    |
| no 6 The Big Bang    | Bobby Flay                          |
| no 6 The Big Bang    | Johnny Galecki                      |
| no 6 The Big Bang    | David Spade                         |
| no 7 Second to Last  | Melinda Clarke                      |
| no 7 Second to Last  | Johnny Galecki                      |
| no 7 Second to Last  | Alex Rodriguez                      |
| no 7 Second to Last  | Amar'e Stoudemire                   |
| no 7 Second to Last  | Michael Strahan                     |
| no 7 Second to Last  | Mark Teixeira                       |
| no 8 The End         |                                     |

## Distinctions principales
| |  |  |
| Les acteurs Kevin Dillon (Johnny « Drama » Chase), Malin Akerman, Emmanuelle Chriqui et Perrey Reeves à la soirée post-Emmys de la chaîne HBO, en septembre 2008. |  |  |

### Récompenses
- Casting Society of America 2005 : meilleur casting réalisé pour un épisode pour Sheila Jaffe et Georgianne Walken[6]
- Casting Society of America 2006 : meilleur casting réalisé pour un épisode pour Sheila Jaffe et Georgianne Walken
- Producers Guild of America Awards 2006 : producteurs de série télévisée de l'année pour Doug Ellin, Stephen Levinson, Julian Farino, Mark J. Greenberg et Wayne Carmona
- Casting Society of America 2007 : meilleur casting réalisé pour un épisode pour Sheila Jaffe et Georgianne Walken
- Emmy Awards 2007 : meilleur second rôle masculin dans une série télévisée pour Jeremy Piven
- BAFTA TV Awards 2007 : meilleure série internationale
- Emmy Awards 2008 : meilleur second rôle masculin dans une série télévisée pour Jeremy Piven
- Golden Globes 2008 : meilleur acteur dans un second rôle dans une série, une mini-série ou un téléfilm pour Jeremy Piven
- Emmy Awards 2009 : meilleur mixage son pour une série télévisée pour Tom Stasinis, Dennis Kirk et Bill Jackson pour l'épisode La tarte (saison 5)
- Emmy Awards 2010 : meilleur mixage son pour une série télévisée pour Tom Stasinis, Dennis Kirk et Bill Jackson pour l'épisode Le blues de la trentaine (saison 6)

### Nominations
- Golden Globes 2005 : meilleur acteur dans un second rôle dans une série, une mini-série ou un téléfilm pour Jeremy Piven, meilleure série télévisée musicale ou comique
- Golden Globes 2006 : meilleur acteur dans un second rôle dans une série, une mini-série ou un téléfilm pour Jeremy Piven, meilleure série télévisée musicale ou comique
- Eddie Awards 2007 (remis par l'American Cinema Editors) : meilleur montage d'une série télévisée pour Jon Corn pour l'épisode Pas de quoi rire, Ari... (saison 3)
- Golden Globes 2007 : meilleur acteur dans un second rôle dans une série, une mini-série ou un téléfilm pour Jeremy Piven, meilleure série télévisée musicale ou comique
- Golden Globes 2008 : meilleur acteur dans un second rôle dans une série, une mini-série ou un téléfilm pour Kevin Dillon
- Eddie Awards 2009 (remis par l'American Cinema Editors) : meilleur montage d'une série télévisée pour Jeff Groth pour l'épisode Plus dure sera la chute (saison 5)
- Golden Globes 2009 : meilleur acteur dans un second rôle dans une série, une mini-série ou un téléfilm pour Jeremy Piven, meilleur acteur dans une série télévisée musicale ou comique pour Kevin Connolly, meilleure série télévisée musicale ou comique
- Astra Awards 2009 : meilleur acteur ou personnalité international pour Adrian Grenier, meilleur programme
- Emmy Awards 2009 : meilleure série comique, meilleur réalisateur pour Julian Farino (épisode Le grand trip, saison 5), meilleur second rôle masculin dans une série télévisée pour Kevin Dillon
- Eddie Awards 2010 (remis par l'American Cinema Editors) : meilleur montage d'une série télévisée pour Steven Sprung pour l'épisode Les notes de Sorkin (saison 6)